# 平成女学園 (テレビ番組)
『平成女学園』（へいせいじょがくえん）は、一部テレビ東京系列局で放送されたバラエティ番組・お色気番組である。ビックカメラの一社提供。テレビ東京では1992年10月1日から1998年5月31日まで放送。

## 概要
前番組「ヒップでダダーン」（1992年4～9月）に続いて1社提供のお色気番組枠でスタート。
当初はタレント、著名人など週や日替わりの講師がボディコン姿の女性たちに様々なテーマの講義を行うという内容の番組だったが、その後はミニスカートや水着姿でゲームにチャレンジさせるなどの企画が増えた。
ギリギリガールズをはじめとして、当時数多くデビューしたセクシーアイドルユニットが多数出演しておりテーマ曲にも採用されていた。
週末にも放送があり、土曜日のテレビ東京では当番組、『水着でKISS ME』、『ギルガメッシュないと』と続くお色気番組の流れで「ギルガメッシュないと」とは共通する出演者も多い。
1995年頃に内容が変更され、キャンギャル系の出演者によるロケ企画になり、その後毎日1人～3人の水着姿のグラビアアイドルや一般応募の女性のオリジナルイメージショットとインタビュー映像を流すだけになった。
この番組はテレビ東京のほか、TXN九州（TVQ）やテレビ愛知でも放送されていた。

## 出演者
- なべおさみ（学園長）
- 夏木ゆたか
- イジリー岡田
- 小池聡行
- ギリギリガールズ
- 平成おんな組
- 五十嵐紀子
- DEE-DEE（遠藤賀子、飯島みゆき）
- 大貫かおり
- 小野今日子
- 渡辺妙子
- 相沢紀美
- 松田純
- 須之内美帆子
- 磯辺りえ
- 村上若子
- 末永千草
- 岡田樹里
- 宗像万里

## 放送時間
- 月曜 - 金曜 24:35 - 24:45
- 土曜 25:15 - 25:25
- 日曜 24:05 - 24:15

## テーマ曲
- セクシーメイツ「Goo・Lee・Goo・Lee」（リセット・メレンデスの「Goody Goody」を工藤哲雄が日本語訳詞したもの）

## スタッフ
- 構成：田村隆 → はたせいじゅん、塚田均、笹川勇、今瀧博之
- ナレーター：百瀬圭
- スタジオ技術：ACT、タワーテレビ
  - 技術：桜井典雄
  - 照明：紅林寛二 (照明技術)
  - 音声：西山恵美子
- ロケ技術：だだだ
- 美術：関根恵二
- スタイリスト：大場あや子
- 音効：音響企画 → 河手康良 (マジカル)
- 編集：上野俊彦 (タワーテレビビデオセンター)
- MA：吉村祐規 (タワーテレビビデオセンター)
- テーマ曲協力：テレビ東京ミュージック
- ディレクター：前田琢 → 中島公健、石原健二、加藤剛大
- プロデューサー：工藤忠義 → 斧賢一郎、細井達也
- 製作：テレビ東京、PROTX